# Хой (ефіопська літера)

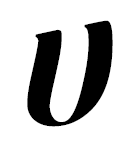

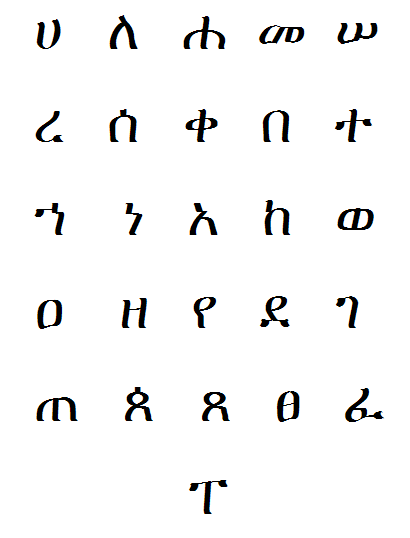

Хой, амх. ሆይ, халетауха (від халета — алілуя) — перша літера ефіопської абетки ґеез, одна з трьох літер разом із хавт і харм для позначення глухого гортанного фрикативного /h/. В амхарському словнику хой, хавт і харм об'єднано в один розділ.
- ሀ — хой ґеез ха
- ሁ — хой каеб ху
- ሂ  — хой саліс хі
- ሃ  — хой раби ха
- ሄ  — хой хамис хе
- ህ  — хой садис хи (х)
- ሆ  — хой саби хо